# 塞勒莱韦斯科
塞勒莱韦斯科（法語：Celle-Lévescault，法語發音：[sɛl levɛsko]）是法国新阿基坦大区维埃纳省的一个市镇，位于该省中部偏西南，属于普瓦捷区。

## 地理
塞勒莱韦斯科（46°25'26"N, 0°11'15"E）面积42.67 平方千米，位于法国新阿基坦大区维埃纳省，该省份为法国中西部省份，北起曼恩-卢瓦尔省和安德尔-卢瓦尔省，西接德塞夫勒省，南至夏朗德省，东南接上维埃纳省，东临安德尔省。
与塞勒莱韦斯科接壤的市镇（或旧市镇、城区）包括：克卢埃、吕西尼昂、马尔赛、马里尼舍姆罗、圣索旺、维沃讷、普瓦图地区瓦朗斯。

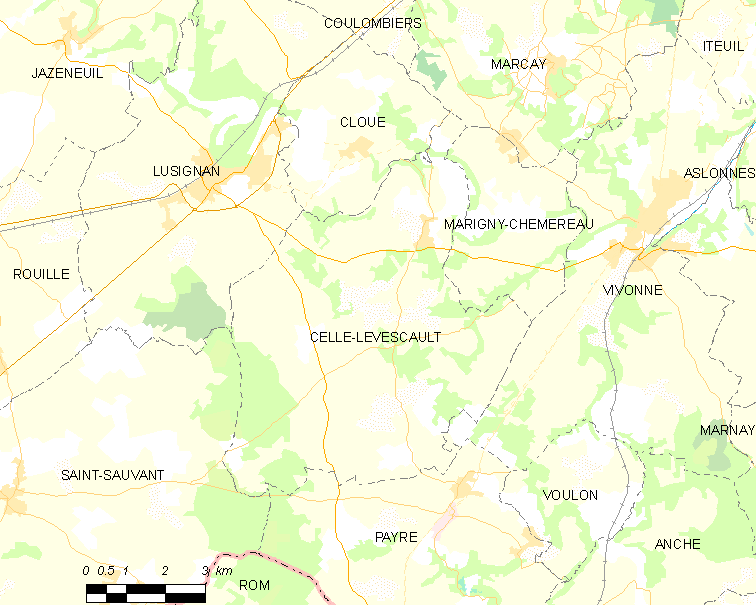
塞勒莱韦斯科的OSM定位图

塞勒莱韦斯科的时区为UTC+01:00、UTC+02:00（夏令时）。

## 行政
塞勒莱韦斯科的邮政编码为86600，INSEE市镇编码为86045。

## 政治
塞勒莱韦斯科所属的省级选区为吕西尼昂县。

## 人口

1962-2008年间塞勒莱韦斯科人口变化图示

塞勒莱韦斯科于2022年1月1日时的人口数量为1373人。